# Asiotmethis zacharjini
Asiotmethis zacharjini is een rechtvleugelig insect uit de familie Pamphagidae. De wetenschappelijke naam van deze soort is voor het eerst geldig gepubliceerd in 1926 door Bey-Bienko.